# دوران آپارتاید آفریقای جنوبی و المپیک
دوران آپارتاید آفریقای جنوبی و المپیک (انگلیسی: Apartheid-era South Africa and the Olympics)، ناظر به سال‌های ۱۹۶۴ تا ۱۹۸۸ است که افریقای جنوبی در بازی‌های المپیک بخاطر تحریم ورزشی آفریقای جنوبی در دوران آپارتاید شرکت نداشت. در سال ۱۹۷۰ کمیته ملی المپیک آفریقای جنوبی از کمیته بین‌المللی المپیک اخراج شد. در سال ۱۹۹۱، به عنوان بخشی از انتقال به تساوی چند نژادی یک کمیته المپیک جدید تشکیل شد و به کمیته بین‌المللی المپیک راه یافت و این کشور در بازی‌های المپیک تابستانی ۱۹۹۲ حضور یافت.

## پیشینه
در افریقای جنوبی تحت آپارتاید تمامی ورزش‌ها با باشگاه‌ها و مدیریت‌های جداگانه جداسازی نژادی شده بود. فقط باشگاه‌های سفیدها در تیم آفریقای جنوبی بازیهای المپیک و بازی‌های کشورهای همسود – بعدها با نام بازی‌های مشترک‌المنافع - شرکت داشتند.
کمیته بین‌المللی المپیک، تحت سرپرستی آوری بروندیج این را یک مسئله داخلی آفریقای جنوبی خواند و با تأکید بر جدایی سیاست از ورزش اقدامی نکرد. از سال ۱۹۴۸ ورزشکاران سیاهپوست از حذف شدن خودشان به کمیته بین‌المللی المپیک شکایت کردند اما به آنها گفته شد این موضوع را باید به اتحادیه بازی‌های کشورهای همسود ببرند.
در دهه ۱۹۵۰ کمیته‌های ملی المپیک از کشورهای بلوک شرق تحت رهبری شوروی شروع به زیر سؤال بردن این موضوع کردند.
با خروج از مستعمراتی بودن آفریقا در اواخر دهه ۱۹۵۰، کمیته‌های ملی المپیک کشورهای جدیداً مستقل شده به مخالفت با آپارتاید برخاستند و کم‌کم وارد کمیته بین‌المللی المپیک شدند. اما کمیته بین‌المللی المپیک نماینده کمیته‌های المپیک کشورها نبود بلکه افرادی بودند که برای همکاری آمده بودند که اغلب از کشورهای جهان اول بودند. از طرف دیگر فدراسیون‌های بین‌المللی که نهاد مدیریتی بازی‌های المپیک بودند سریعتر به خواست تازه واردان پاسخ گفتند.

## ۱۹۶۱–۶۴
در سالهای ۶۱–۱۹۶۰ وقتی آفریقای جنوبی اعلام تشکیل یک جمهوری کرد و از کشورهای مشترک‌المنافع خارج شد ایزوله باقی ماند. SAOCGA به SAONGA (اتحادیه المپیک آفریقای جنوبی و بازی‌های ملی) تغییر نام داد. دیگر این کشور نمی‌توانست در بازیهای کشورهای مشترک‌المنافع شرکت کند. بعداً به‌طور عام نام کمیته ملی المپیک SANOC را بخود گرفت.